# Strhaře
Strhaře – gmina w Czechach, w powiecie Brno, w kraju południowomorawskim.
1 stycznia 2017 gminę zamieszkiwały 122 osoby, a ich średni wiek wynosił 44,8 roku.